# Innocent Guz
Innocent Guz (18 de Março de 1890 - 6 de junho de 1940) foi um frade franciscano ucraniano, nascido em Leópolis. Foi martirizado em 1940 e beatificado como um dos 108 Mártires da Segunda Guerra Mundial pelo Papa João Paulo II em 13 de junho de 1999. Seu dia de festa é 12 de junho.

## Vida
Ele nasceu em Leópolis em 1890, com o nome de batismo Joseph Adalbert Guz. Entrou na Ordem dos Frades Menores Conventuais em 1908, assumindo o nome de Innocent. Depois de estudar filosofia em Cracóvia, foi ordenado sacerdote em 1914, às vésperas da Primeira Guerra Mundial.
Em seguida, desempenhou o seu ministério em várias paróquias e comunidades, depois foi para Grodno. Neste local, ele conheceu o Padre São Maximiliano Maria Kolbe e entrou na Milícia da Imaculada e se tornar confessor e professor de 1933 a 1936.
Em 1939, durante a ocupação da URSS contra a Polonia na Segunda Guerra Mundial, ele foi transferido para Grodno, sendo preso e encarcerado na prisão municipal em 21 de março de 1940. No entanto, conseguiu escapar e foi para a zona alemã, onde foi preso pela Gestapo.
Foi então transferido para o campo de concentração de Soldau e depois para o de Oranienbourg-Sachsenhausen. Chegado ao acampamento, ele é torturado por um guarda, que o mata no dia 06 de junho de 1940.
Suas últimas palavras, dirigidas ao amigo pouco antes de sua morte, foram despedidas:
Em 1999, o Papa João Paulo II o beatifica em Varsóvia, juntamente com os 108 mártires da Segunda Guerra Mundial.